# 守谷駅
守谷駅（もりやえき）は、茨城県守谷市中央にある、関東鉄道・首都圏新都市鉄道の駅である。
関東鉄道の常総線と、首都圏新都市鉄道のつくばエクスプレスが乗り入れ、接続駅となっている。つくばエクスプレスの駅には「TX15」の駅番号が付与されている。

## 歴史
- 1913年（大正2年）11月1日：常総鉄道開業と同時に北相馬郡守谷町大字守谷字新町甲2215番地2に設置[1]。
- 1945年（昭和20年）3月30日：筑波鉄道（初代）との合併により、常総筑波鉄道の駅となる[1]。
- 1965年（昭和40年）6月1日：常総筑波鉄道と鹿島参宮鉄道との合併により、関東鉄道常総線の駅となる[2]。
- 1983年（昭和58年）5月31日：南守谷駅 - 当駅 - 新守谷駅間が複線化される[3]。
- 2004年（平成16年）
  - 1月15日：仮駅舎営業開始。
  - 1月19日：旧駅舎解体。
- 2005年（平成17年）
  - 3月28日：常総線橋上駅舎使用開始[3]。
  - 4月25日：出入口の名称を決定[4]。
  - 8月24日：つくばエクスプレス開業[5]。守谷市大字守谷甲2566番地1につくばエクスプレス守谷駅を設置。
  - 9月15日：TX AVENUE守谷オープン。
- 2007年（平成19年）3月18日：つくばエクスプレスでICカード「PASMO」の利用が可能となる[6]。
- 2009年（平成21年）3月14日：常総線でICカード「PASMO」の利用が可能となる[7]。
- 2010年（平成22年）2月27日：町名変更及び地番整理事業により、関東鉄道の駅が守谷市中央二丁目18番地3、つくばエクスプレスの駅が守谷市中央四丁目9番地とそれぞれ住所の表記が変更となる。
- 2018年（平成30年）3月17日：つくばエクスプレスの守谷駅において追越設備の供用を開始[8][9]。

## 駅構造
- 1階：関東鉄道常総線ホーム
- 2階：関東鉄道常総線・つくばエクスプレス改札口
- 3階：つくばエクスプレスホーム

両社間には連絡改札はないものの、双方とも同じ階に改札口がある。また、連絡コンコースには屋根があるが、中央に大きな空洞を設けたデザインとなっている。窓ガラスのステンドグラス「日本のふる里 筑波夕照とさくら」の原画・監修は切り絵作家滝平二郎が手掛けた。

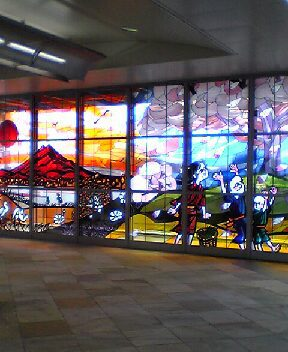
ステンドグラス

### 関東鉄道
開業時は単式・島式ホーム2面3線を有する地上駅であったが、つくばエクスプレス建設工事に伴い一時的に3番線を撤去していた。その後、島式ホーム2面4線の構造になり、新たに橋上駅舎となり、自動改札機も導入された。定期券発売駅。
ユニバーサルデザインの観点では、エスカレーター、エレベーターのほか、茨城県内では初となるオープンカウンター式の有人改札通路が設置されている。2007年（平成19年）11月には、冷暖房完備の待合室が上下線ホームに設置された。

#### のりば
| ホーム | 路線    | 方向 | 行先             |
| ------ | ------- | ---- | ---------------- |
| 1・2   | ■常総線 | 上り | 戸頭・取手方面   |
| 3・4   | ■常総線 | 下り | 水海道・下館方面 |

- 2・3番線が本線、1・4番線が副本線（待避線）である。

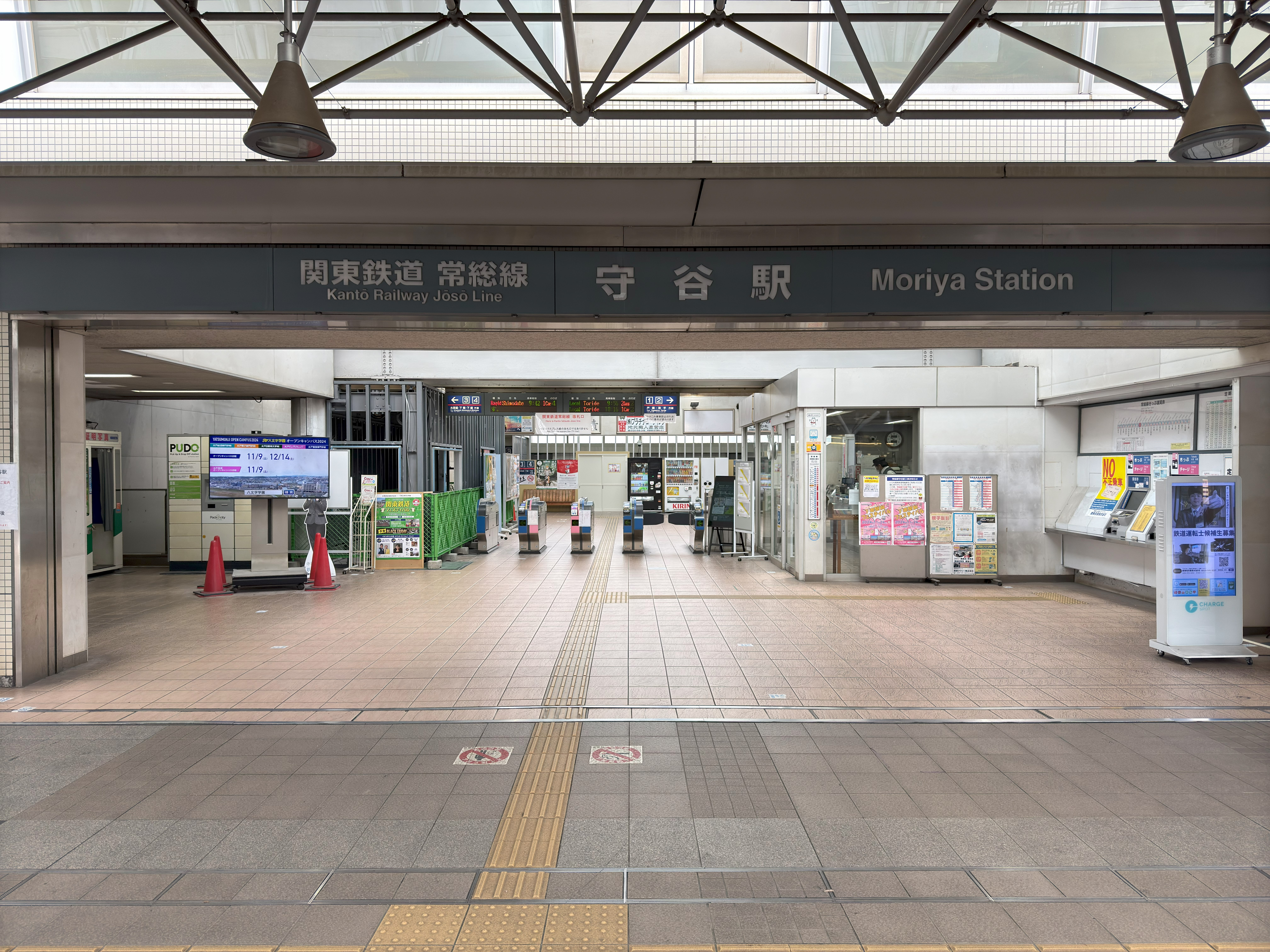
関東鉄道改札口（2024年11月）
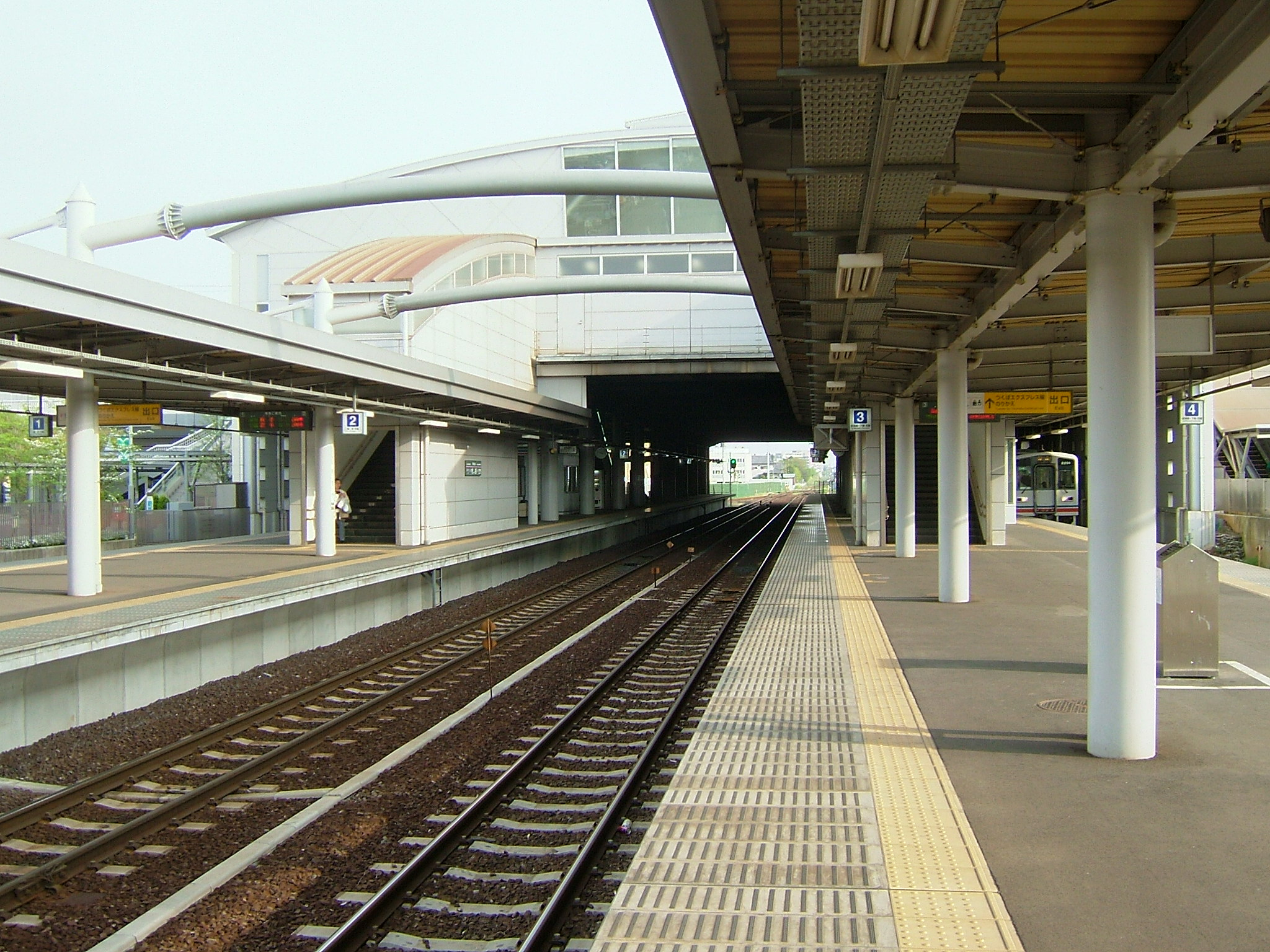
プラットホーム（2009年4月）

### 首都圏新都市鉄道

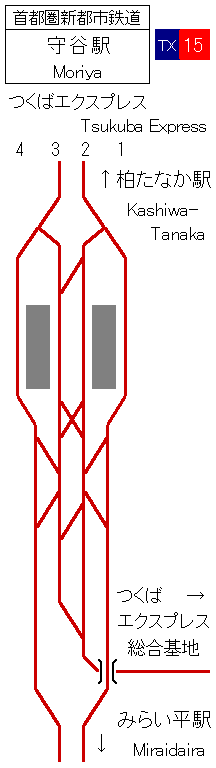
配線図（入出庫線複線化前）

島式ホーム2面4線を有する高架駅。定期券発売駅。内側2線（2・3番線）よりつくば方面へはつくばエクスプレス総合基地への入出庫線を兼ねた折り返し線が延びている（朝の一部の上り当駅始発列車は4番線からも発車）。開業当初は当駅での速達列車の待避は構造上不可能であったが、待避設備を設置する工事が2014年より行われ、2018年3月17日に待避設備の供用を開始した。現在は北側から1番線（下り本線）・2番線（下り副本線）・3番線（上り副本線）・4番線（上り本線）という配置になっている。なお、下りホーム上には冷暖房完備と自動販売機がある待合室が設置されている。
駅務管理所所在駅であり、守谷駅務管理所として流山セントラルパーク駅 - 当駅間を管理している。つくばエクスプレス最大の拠点駅であるため、駅舎2階に駅務管理所と乗務管理所、乗務員宿泊施設などが設置されており、1階には入社式などを催すことができる唯一の社内施設（ホール）が設置されている。同じく1階には自家発電装置が備えつけられ、緊急時には本社に代わり指令室を補助する。
直流電化区間の終点であり、つくばエクスプレス総合基地の隣接駅であることから、普通列車の過半数と区間快速の一部は当駅が始発・終点となっている。以前は快速の一部に当駅始発・終点のものが存在した。当駅始発の普通列車は主に3番線発（一部4番線発）、区間快速は4番線発（一部3番線発）となっている。
当駅を出発し、本線上を北進すると、次のみらい平駅との間に、デッドセクション（直流1500V・交流20000V（50Hz）の、直流・交流接続）がある。

#### のりば
| 1番線 みらい平・つくば方面(主に優等列車)             |
| 下り線プラットホーム                                 |
| 2番線 みらい平・つくば方面(主に鈍行種別や当駅止まり) |
| 3番線 南流山・秋葉原方面(主に当駅始発や鈍行種別)     |
| 上り線プラットホーム                                 |
| 4番線 南流山・秋葉原方面(主に優等列車)               |

2番ホームは2018年3月17日に追越設備が供用されるまでは降車専用であった。

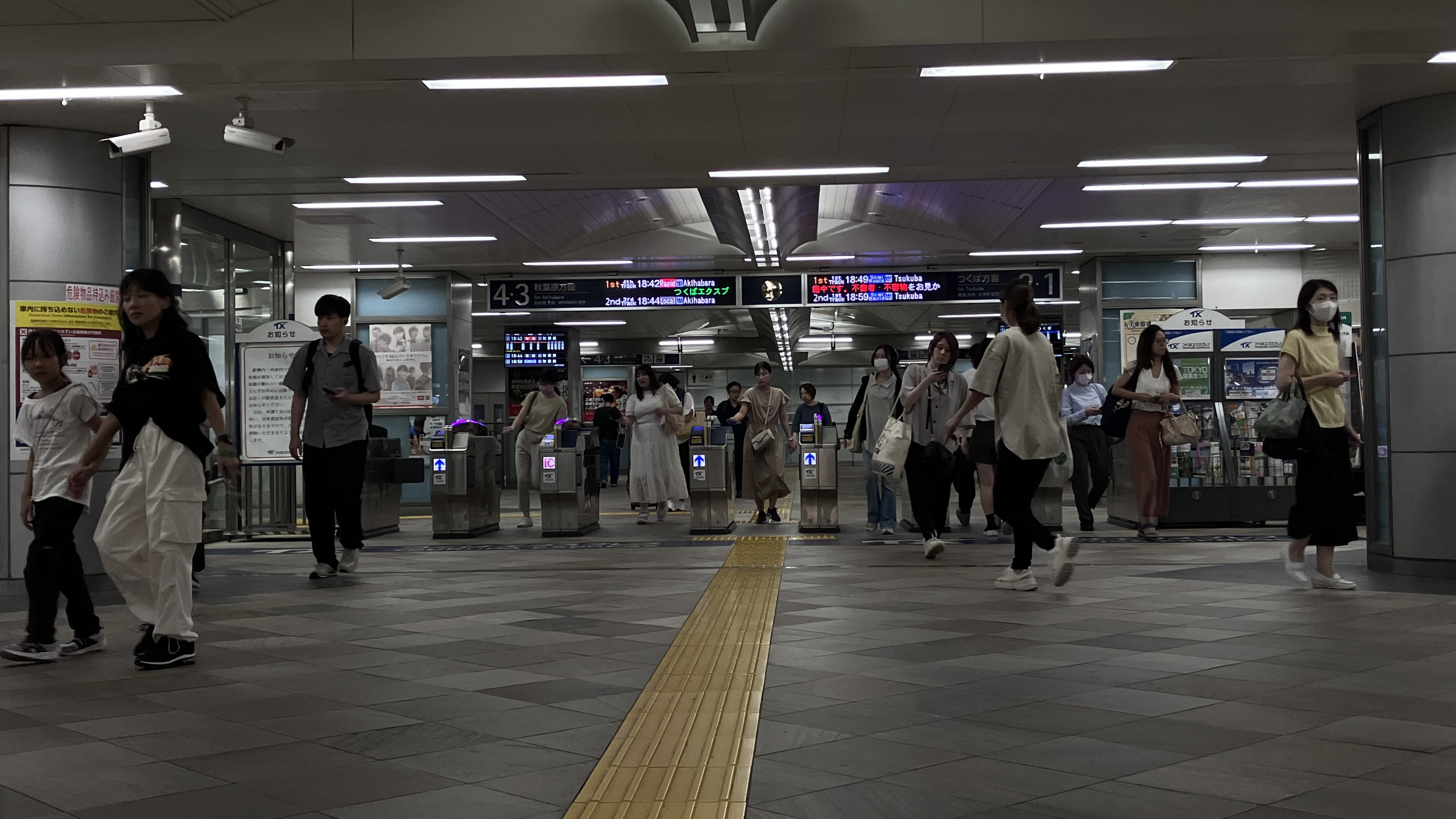
つくばエクスプレス改札口（2024年8月）
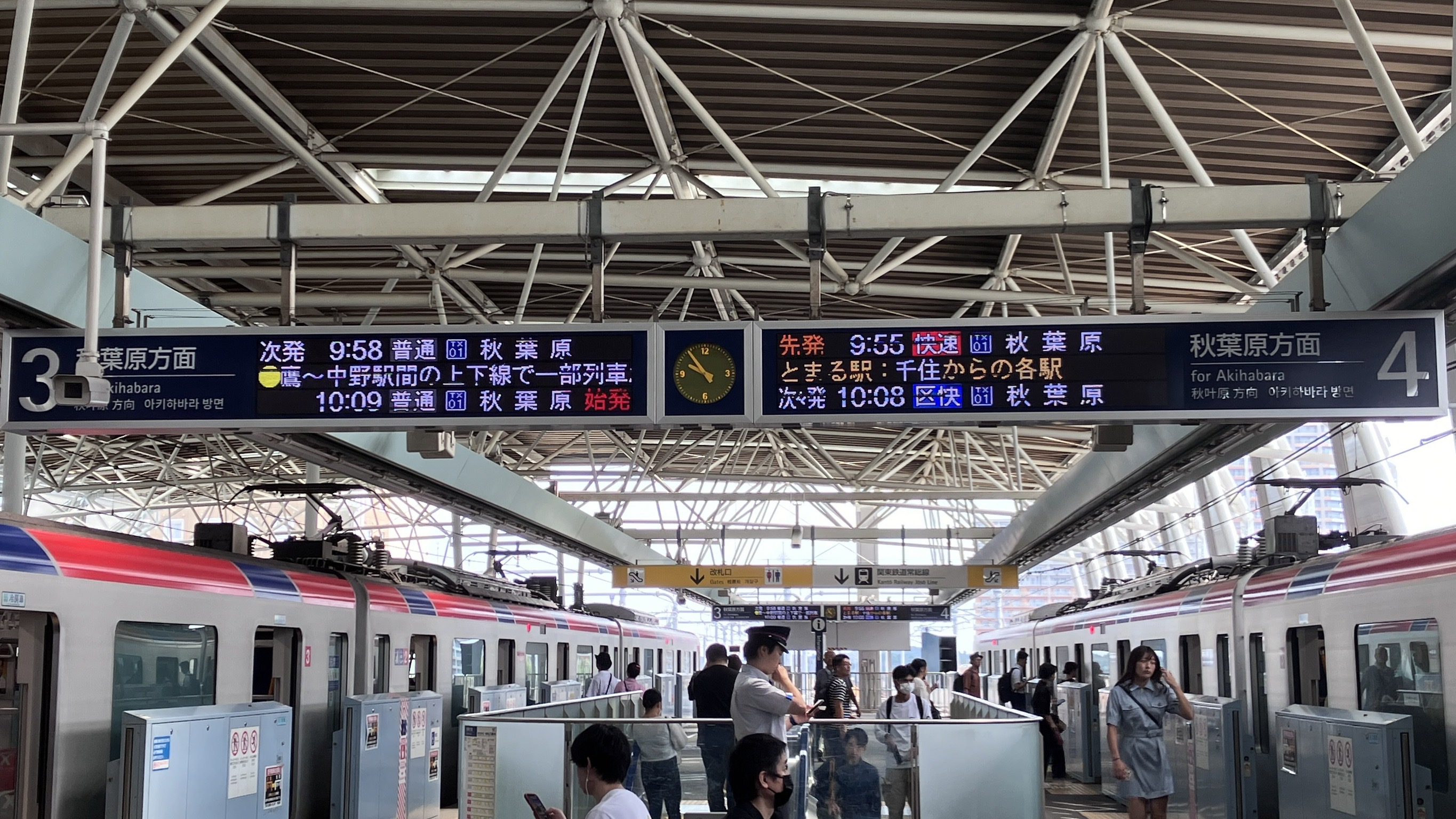
上り線プラットホーム（2024年10月）

## 利用状況
- 首都圏新都市鉄道 - 2024年度の1日平均乗車人員は24,331人である[TX 1]。東京都心方面への通勤客が多い。
- 関東鉄道 - 2023年度の1日平均乗降人員は15,858人である[関鉄 1]。関東鉄道の駅では第1位。

開業以来の1日平均乗車・乗降人員の推移は下表のとおりである。
| 年度               | 首都圏 新都市鉄道 | 関東鉄道         |
| 年度               | 1日平均 乗車人員  | 1日平均 乗降人員 |
| ------------------ | ----------------- | ---------------- |
| 2003年（平成15年） | 未開業            | 2,622            |
| 2004年（平成16年） | 未開業            | 2,590            |
| 2005年（平成17年） | 12,191            | 6,389            |
| 2006年（平成18年） | 15,715            | 10,035           |
| 2007年（平成19年） | 18,668            | 11,327           |
| 2008年（平成20年） | 20,199            | 11,603           |
| 2009年（平成21年） | 21,374            | 11,863           |
| 2010年（平成22年） | 22,182            | 11,692           |
| 2011年（平成23年） | 22,644            | 11,552           |
| 2012年（平成24年） | 23,709            | 12,275           |
| 2013年（平成25年） | 24,326            | 12,889           |
| 2014年（平成26年） | 23,575            | 13,922           |
| 2015年（平成27年） | 24,066            | 13,973           |
| 2016年（平成28年） | 24,516            | 15,151           |
| 2017年（平成29年） | 24,959            | 14,021           |
| 2018年（平成30年） | 25,461            | 14,347           |
| 2019年（令和元年） | 25,559            | 13,988           |
| 2020年（令和02年） | 17,342            | 10,500           |
| 2021年（令和03年） | 19,192            | 12,040           |
| 2022年（令和04年） | 21,927            | 14,684           |
| 2023年（令和05年） | 23,758            | 15,858           |
| 2024年（令和06年） | 24,331            |                  |

## 駅周辺
かつての市街地の西端（常総線東側が旧通称栄町・西側が旧通称海老原町）にあたり、住宅や商店が建ち並んでいたが、つくばエクスプレス建設に伴う再開発により区画整理が行われ、旧来の建物は撤去された。つくばエクスプレス開業後は、ひがし野地区から国道294号にかけてマンションや戸建て住宅、商業ビルの建設が進んでいる。旧市街地の中心部は南東の本町地区であり、つくばエクスプレス開業後も銚子街道沿いに古い街並を残している。
東西に2つずつ出入口があり、北西が「中央西口」、南西が「土塔口」、北東が「中央東口」、南東が「八坂口」となっている。土塔は南西出口近辺の旧小字（2010年2月26日まで使用）であり、高架下の交差点名。八坂は南東にある八坂神社にちなむ。守谷市役所や常総ニュータウン各地区、パークシティ守谷は駅からやや離れた場所にある。

### 駅構内
- 首都圏新都市鉄道守谷事務所
- TX AVENUE守谷 - テナントの詳細は当該記事を参照。
- ファミリーマートTX守谷駅店
- マツモトキヨシ守谷駅店
- セブン-イレブン関東鉄道守谷駅改札前店

### 西側

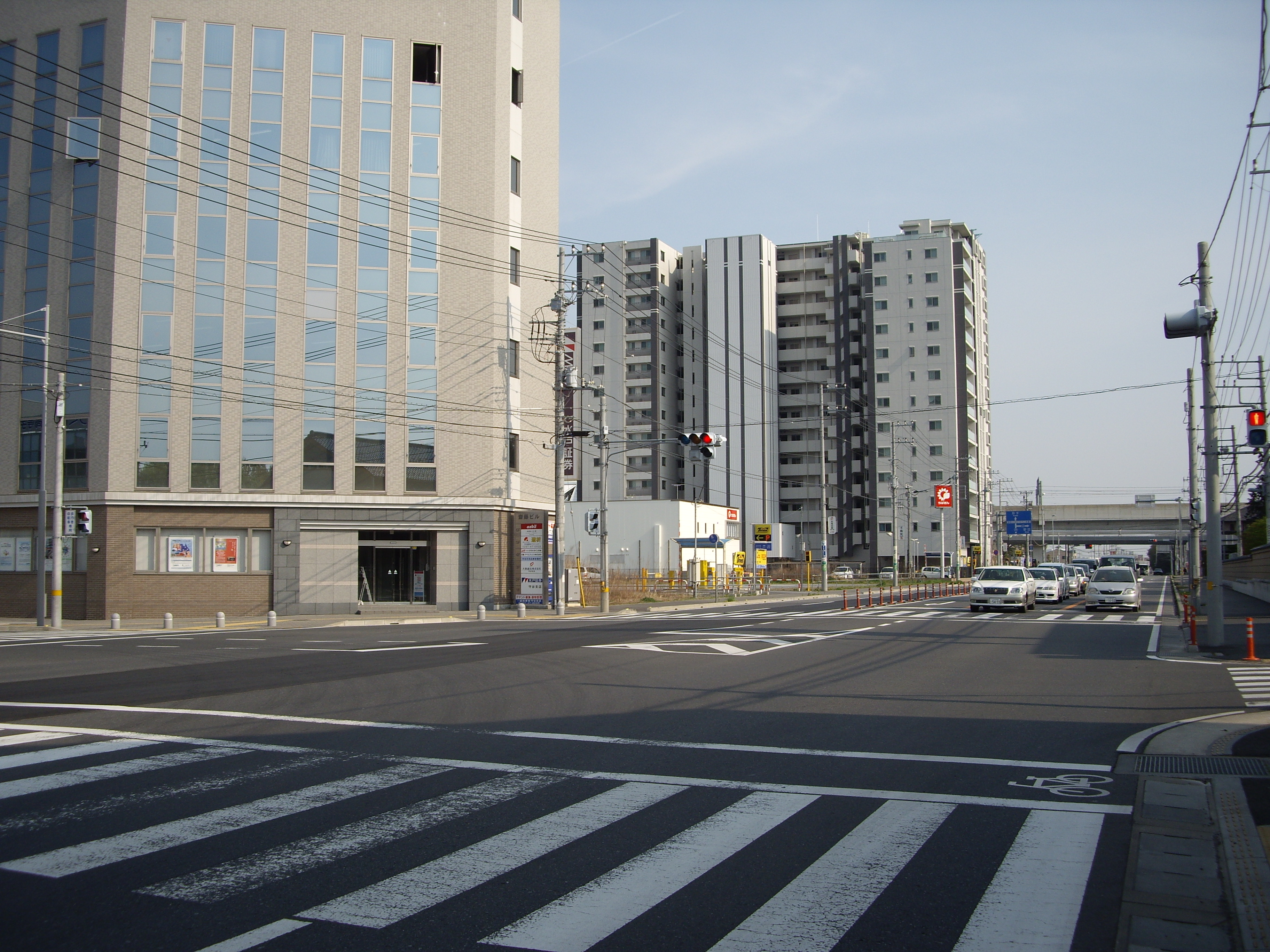
中央西口周辺

- 中央西口（中央一丁目・百合ケ丘一、二丁目・常総ニュータウン北守谷方面）
  - 駅前ロータリー・バス停留所
  - 取手警察署守谷地区交番
  - 守谷市立黒内小学校
  - 守谷市立守谷中学校
  - つくば国際大学東風小学校
  - つくば開成高等学校守谷学習センター
  - 土塔森林公園
  - 守谷中央公民館
  - 千葉銀行守谷支店
  - 常陽銀行守谷支店
  - 水戸証券守谷支店
  - アクロスプラザ守谷
    - みずほ銀行守谷支店
- 土塔口（中央四丁目・百合ケ丘三丁目・常総ニュータウン南守谷（松ケ丘・けやき台）方面）
  - 守谷駅西自転車駐車場
  - イオンタウン守谷
  - 筑波銀行守谷支店・守谷南支店
  - ニッポンレンタカーTX守谷駅前営業所

### 東側

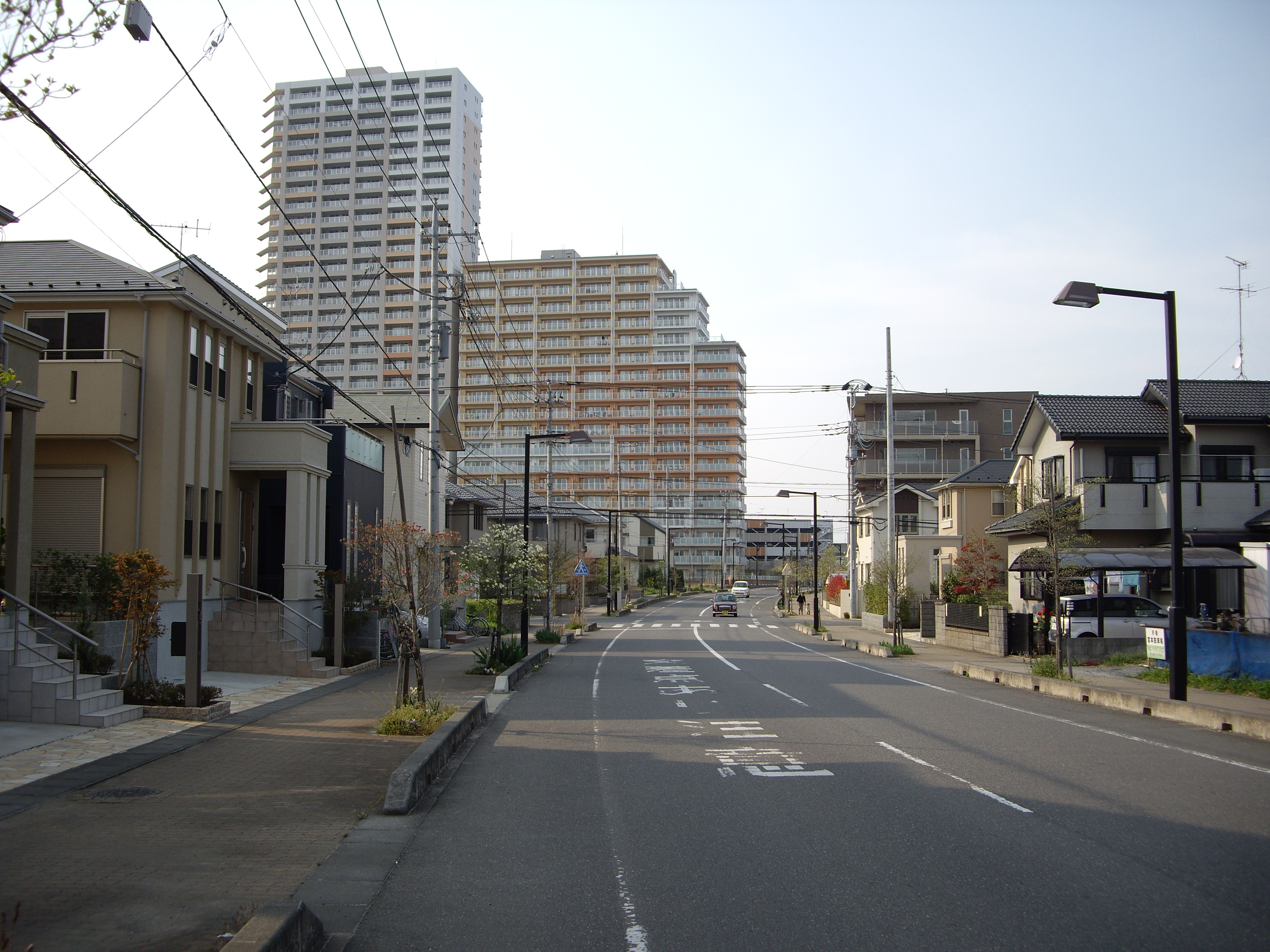
東口の住宅街

- 中央東口（中央二丁目・松並・ひがし野一丁目方面）
  - 駅前ロータリー・バス停留所
  - 東横INN守谷駅前
  - Ours MORIYA
- 八坂口（本町・ひがし野二・三丁目・みずき野方面）
  - 守谷駅東自転車駐車場
  - 守谷市立守谷小学校
  - 北園森林公園
  - 守谷城址公園
  - 守谷市保健センター・仲町行政サービスセンター
  - 守谷郵便局
  - 守谷八坂神社

## バス路線
関東鉄道がほぼ全ての路線を運行する。バスは中央西口（守谷駅西口）と中央東口（守谷駅東口）のロータリーに乗り入れる。西口に守谷市西部と常総市・坂東市方面、東口に守谷市東部とつくばみらい市・取手市方面の路線バスが発着する。その他、守谷市とつくばみらい市のコミュニティバス、特定日に運行される深夜バス、近隣企業の送迎バスが発着する。
守谷駅西口
- 西口1番のりば
  - きぬの里、内守谷工業団地、自然博物館、＜急行＞岩井バスターミナル
  - モコバス（守谷市コミュニティバス）
- 西口2番のりば
  - 北守谷公民館
  - 新守谷駅
- 西口3番のりば
  - 美園循環
  - ＜直行坂東号＞岩井バスターミナル

守谷駅東口
- 東口1番のりば
  - 取手駅西口、みずき野循環、けやき通り中央
- 東口2番のりば
  - モコバス（守谷市コミュニティバス）
  - みらい号（つくばみらい市コミュニティバス）
  - つくばセンター（深夜急行バス）※運休中

## その他
- 第51回鉄道建築協会賞作品部門の国土交通省鉄道局長賞（グランプリ）を受賞した。

### ロケ地

#### ドラマ
- ママはバレリーナ（TBS系列） - 常総市が舞台となっており、三浦武彦が守谷駅からつくばエクスプレスで通勤するという設定になっている。
- 白夜行（TBS系列） - 唐沢雪穂が利用する駅となっている。
- 義母と娘のブルース（TBS系列） - 黒田大樹が駆け込み乗車をする宮本みゆきにバッグをドアにはさみ車両に乗せる駅および出会い、会話をした駅となっている。
- コード・ブルー -ドクターヘリ救急救命-SP（2018年、フジテレビ）- 灰谷俊平が電車に飛び込んだ駅となっている。

#### 映画
- 20世紀少年 第3章[13]
- その日のまえに[13] - 健大ととし子が「みやわ線」から「湾岸線」への乗換に利用した駅、くらむぼんくんがチェロを弾いて歌っていた駅（高架下）として登場している。

#### CM
- ネイチャーメイド（大塚製薬） - 常総線ホームで撮影が行われている。

#### ミュージックビデオ
- 偶然の答え（櫻坂46） - 常総線ホームにてダンスシーンの撮影が行われた。
- 淋しい熱帯魚（ClariS） - 常総線ホームにて撮影が行われた。

## 隣の駅
関東鉄道
■常総線
■快速
南守谷駅 - 守谷駅 - 水海道駅
■普通
南守谷駅 - 守谷駅 - 新守谷駅
首都圏新都市鉄道
つくばエクスプレス
■快速
流山おおたかの森駅 (TX12) - 守谷駅 (TX15) - つくば駅 (TX20)
■通勤快速（平日下りのみ運転）
柏の葉キャンパス駅 (TX13) → 守谷駅 (TX15) → 研究学園駅 (TX19)
■区間快速（みらい平方当駅から各駅に停車）
柏の葉キャンパス駅 (TX13) - 守谷駅 (TX15) - みらい平駅 (TX16)
■普通
柏たなか駅 (TX14) - 守谷駅 (TX15) - みらい平駅 (TX16)

### 記事本文